# Ichthyostega
O Ichthyostega (do grego: ikhthúos "peixe-talhado") é um dos primeiros vertebrados terrestres conhecido, surgiu no Devoniano Superior da Groenlândia há uns 375 milhões de anos. Alimentava-se de pequenos crustáceos, moluscos, peixes e insetos, vivia em pântanos e em lagos pobremente oxigenados.
A pesquisa mais recente revelou que este vertebrado terrestre ancestral não rastejava como as salamandras. Em vez disso, ele usaria os seus membros dianteiros para se levantar e propulsionar pequenos saltos na lama. Os membros posteriores possuíam sete dedos em vez de cinco, utilizados apenas como ajuda na direção do movimento e no suporte do corpo debaixo de água. A sua cauda, semelhante à dos peixes, ajudava na propulsão quando nadava.

## Anatomia
O Ichthyostega possuía membros bem desenvolvidos possuindo 7 dedos nas patas traseiras e, nas patas dianteiras, o número é desconhecido porquê não foram encontrados fosseis com eles, as quais eram posicionadas mais para nadar por entre a vegetação aquática dos pântanos onde viviam, do que para andar em terra, o que os tornavam inadaptados ao ambiente terrestre e possuindo um estilo de vida parecido com o das atuais salamandras. Assim como todos os outros vertebrados terrestres, os membros do Icthyostega possuíam uma estrutura esquelética que consistia de um osso superior grande e único (chamado de úmero no membro dianteiro e fêmur no posterior) e dois ossos longos na extremidade mais inferior (chamados de rádio e ulna no membro dianteiro; e tíbia e fíbula no membro posterior). Os dedos e "punhos" são formados por um grande número de ossos menores. Este padrão também é encontrado em todo o vertebrado terrestre.
As polpudas barbatanas lobuladas dos peixes Rhipidistianos têm uma estrutura óssea idêntica, que correspondem um com um com os esqueletos dos membros do icthyostega e de outros vertebrados terrestres.
Os cientistas descrevem-no como um «peixe com quatro patas» porque tinha a cabeça, o corpo e a cauda de um peixe. As quatro patas palmadas indicam que caminhava e estava adaptado à vida terrestre, mas é provável que não passasse muito tempo em terra firme. Tinha os movimentos limitados pelas pequenas dimensões e pela rigidez dos membros. Deslocava-se laboriosamente, içando-se sobre as patas anteriores e arrastando as traseiras. As patas serviam principalmente para trepar às plantas dos cursos de água em que vivia.